# San Marco (Milánó)
A San Marco egy 13. századi templom Milánóban.

## Története
A hagyományok szerint a Szent Márk templomot köszönetképpen építették meg, miután a velencei seregek segítettek visszaverni II. Frigyes német-római császár hadait, a 12. században. Első írásos említése azonban 1254-ből származik, amikor az ágostonos szerzetesek megbízták Lanfrano di Settalát a templom építésével. A 15. században megszüntették a templom melletti temetőt, majd a jobb oldali szárnyhoz, a 16. és 19. század között nemesi családok kilenc kápolnát építettek, temetkezési célra. A 18. században a templom belsejét barokk stílusban teljesen átalakították, majd a 18. században homlokzatát is. Ekkor vált a dóm után Milánó második legnagyobb templomává. 1871-ben helyreállították az eredeti, lombardiai gótikus stílusú homlokzatot. Az 1770-es évek elején a templomhoz tartozó kolostorban lakott Mozart. 1874. május 22-én, Manzoni halálának első évforduláján itt hangzott el először Verdi Requiemje, melyet a zeneszerző a nagy milánói költő emlékére írt.

## Leírása
A templom latinkereszt alaprajzú. Hossza 96 méter. A téglából épült homlokzatot 14. századi kőfaragásokkal díszített, csúcsíves kapuzat, amelyet Krisztus, az evangélisták és két szent szobra ékesít és a közép felé magasodó öt tornyocska díszít. A kapuzat fölötti falfülkékben Szent Ambrus, Szent Márk és Hippói Szent Ágoston 14. században készült szobrai állnak. A háromhajós templombelső barokk díszítésű.